# Los Hinojosos
Los Hinojosos è un comune spagnolo di 1 039 abitanti situato nella comunità autonoma di Castiglia-La Mancia.